# Naturpark Kyffhäuser

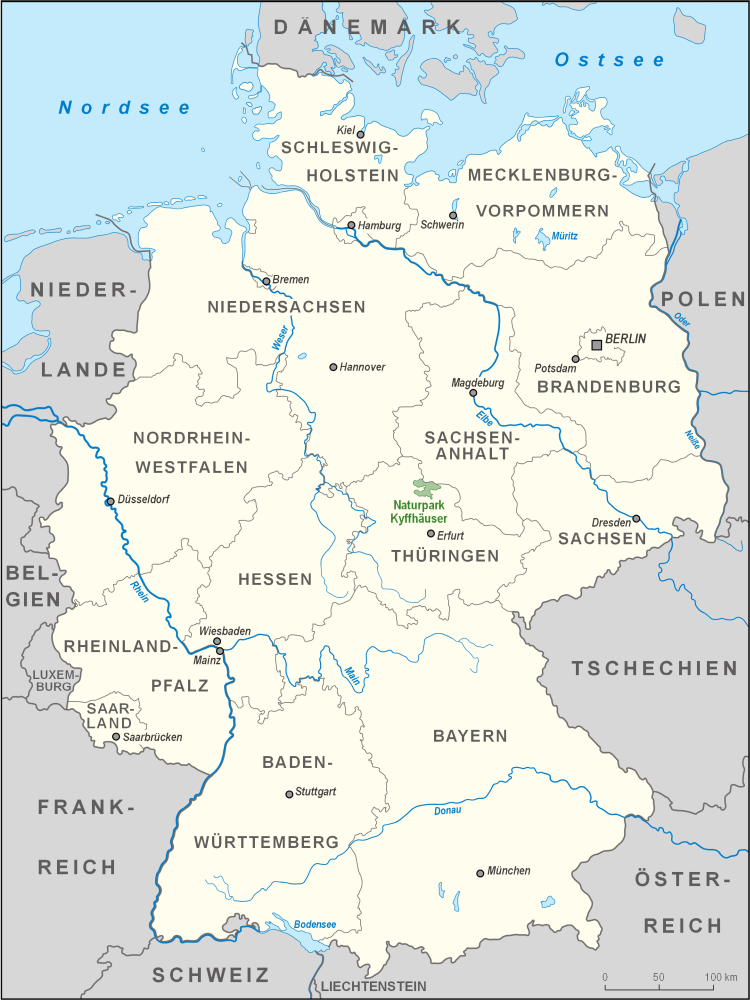
Lage des Naturparks Kyffhäuser

Logo

Der Naturpark Kyffhäuser liegt in Thüringen, weit südlich des Harzes und direkt angrenzend südlich der Goldenen Aue, sowie nördlich des Thüringer Beckens. Er hat eine Gesamtfläche von 305 km². Er umfasst die geologisch und landschaftlich sehr unterschiedlichen Gebiete des Kyffhäuser-Gebirges, der Windleite sowie der Hainleite.
Im Norden grenzt der Naturpark Kyffhäuser an die Goldene Aue, im Süden an das Thüringer Becken.
Wichtige Ortschaften im und um den Naturpark herum sind: im Norden am Rand der Goldenen Aue: die Stadt Heringen, Hamma, das Europadorf Auleben, die Stadt Kelbra, Sittendorf und Tilleda. Im Zentrum des Naturparks befinden sich Sondershausen mit eingemeindeten Ortschaften, die Großgemeinde Kyffhäuserland (mit 8 Gemeinden), Bad Frankenhausen einschließlich dessen 5 eingemeindeten Dörfern; im Südosten sind es Oldisleben und Sachsenburg. Am südlichen Rand sind es Kannawurf, Düppel, Bilzingsleben, Oberbösa, Trebra, Holzengel, Kirchengel und Westerengel, welche bereits ins Thüringer Becken einfließen.
Hydrologisch gehört der Naturpark vollständig zum Einzugsgebiet der Unstrut: Er streift im Norden den südlichen Teil des Einzugsgebiets der Helme, im Zentrum den Einzugsbereich des Badraer Bach, und den unteren und mittleren Teil des Einzugsgebiets der Wipper, wobei dieser Fluss den Naturpark quert; im Südosten wird der Naturpark Kyffhäuser direkt von der Unstrut bei Sachsenburg begrenzt. All diese Gewässer bilden linke (nordwestliche) Nebenflüsse zur Unstrut.

## Gipskarst-Landschaft
Charakteristisch für den Naturpark sind die weißen Gipshänge am Südrand des Kyffhäusergebirges. Da hier ein sehr trocken-warmes Klima herrscht, hat sich eine Steppenlandschaft gebildet, wie sie sonst in Ost- und Südeuropa zu finden ist. In dieser Landschaft blüht z. B. das Frühlings-Adonisröschen oder das Kyffhäuser Federgras.

## International bedeutsame Vogelwelt
Im Norden des Naturparks befindet sich der Stausee Kelbra, der aufgrund seiner Vogelvielfalt von internationaler Bedeutung ist. So sind hier zuverlässig Enten (z. B. Stock-, Krick-, Tafelente), Watvögel (Kiebitz, Bekassine, Rotschenkel, Großer Brachvogel), Lappentaucher (Hauben-, Zwerg-, Schwarzhalstaucher), Rallen (Wasserralle, Blässhuhn), Höckerschwäne, Lachmöwen und Dommeln (Zwergohr- und Große Rohrdommel) zu beobachten. Aber auch Seeadler, Fischadler, Wanderfalken und Kormorane sind hier anzutreffen.
Besonders beeindruckend ist die Vogelvielfalt während des Vogelzuges, wo am Stausee bis zu 50.000 Kraniche rasten und große Lerchen- und Finkenschwärme durchziehen. Seit dem Jahr 1978 steht der Stausee als international bedeutsames Rückzugsgebiet für Vögel unter dem Schutz der Ramsar-Konvention.

## Salzpflanzen
Eine Besonderheit des Naturparks sind die zahlreichen Salzwiesen. Ausgelöst durch salzhaltige Quellen kommt es zur Ansiedelung von Salzpflanzen (z. B. die Strand-Aster), die sonst nur am Meer wachsen. Durch ein LIFE-Projekt wurden verschiedene Binnensalzstellen im Gebiet wissenschaftlich untersucht und begleitet.

## Bilder

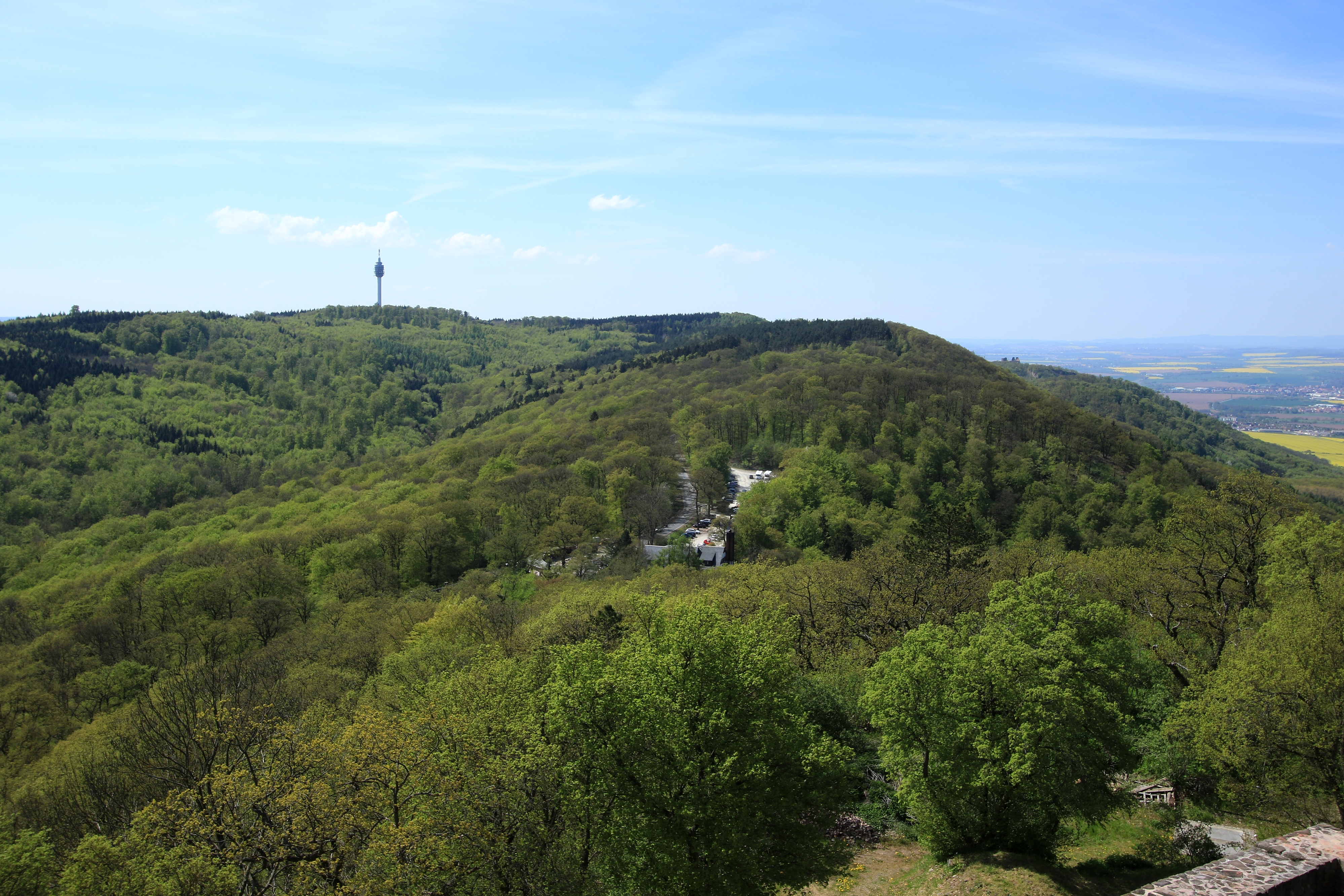
Blick zum Sender Kulpenberg, rechts im Hintergrund sind die Ackerflächen der Goldenen Aue zu erkennen
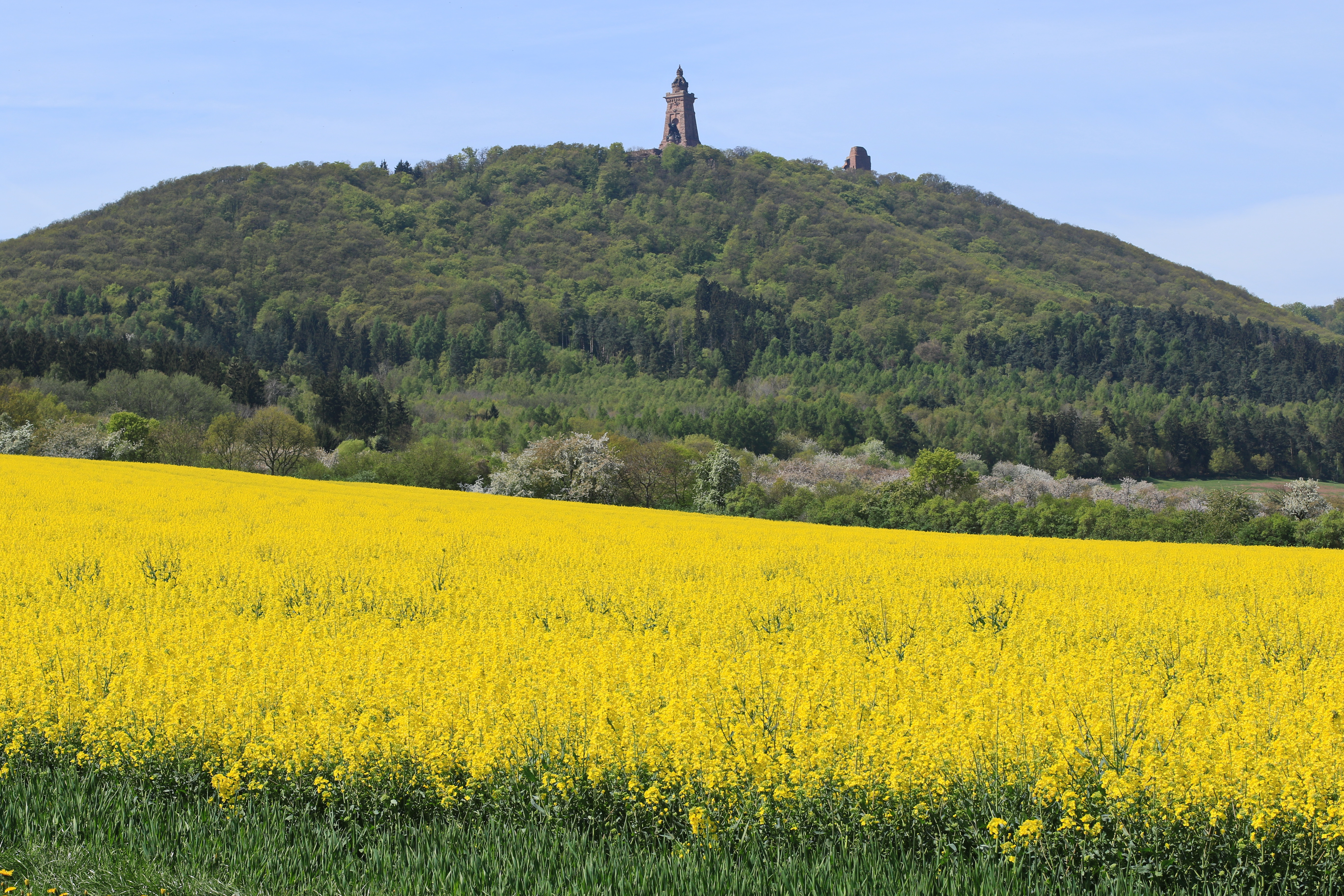
Das Kyffhäuserdenkmal thront über der Landschaft
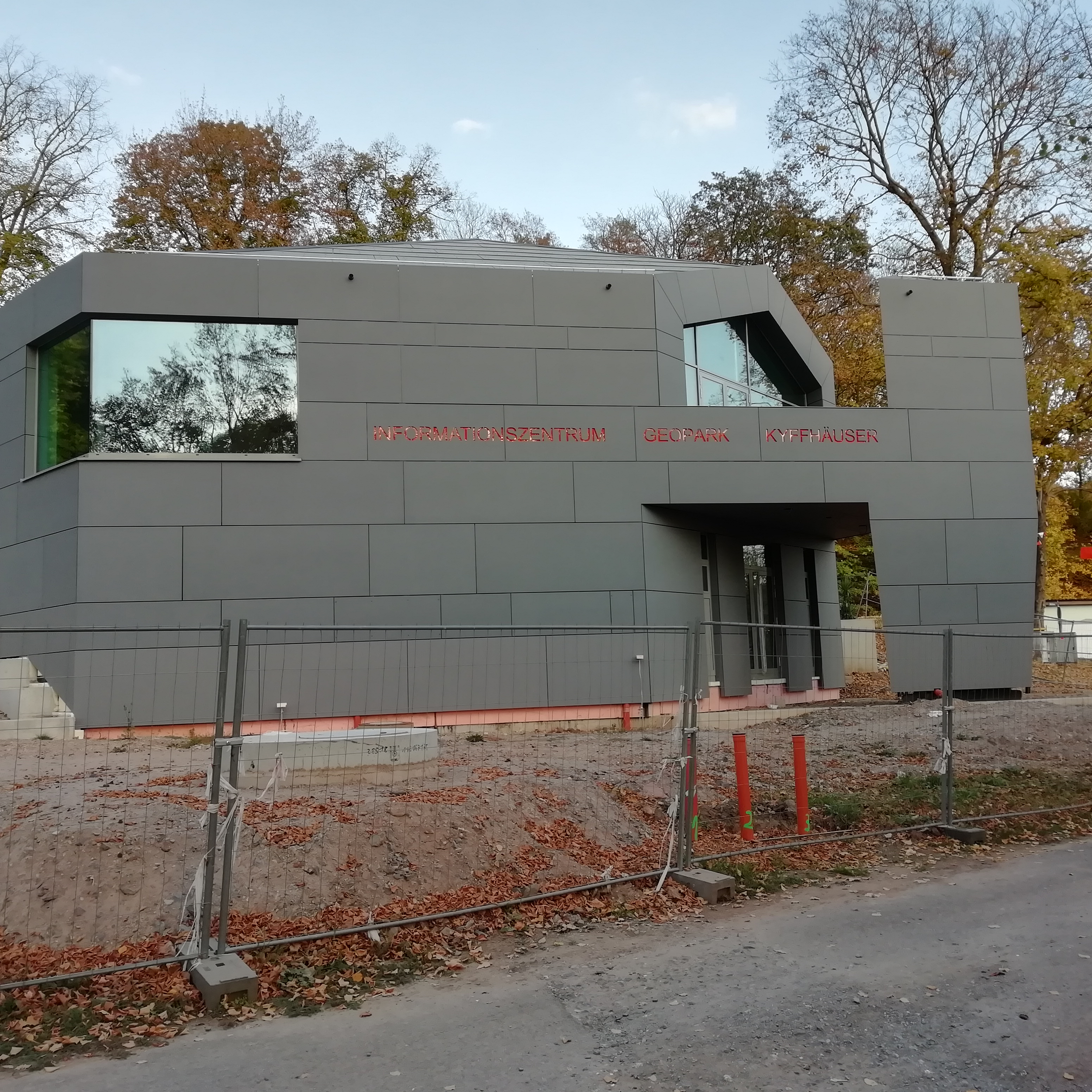
Geo-Informationszentrum unterhalb der Barbarossahöhle